# Каїнликово
Каїнли́ково (рос. Каинлыково, башк. Ҡайынлыҡ) — присілок у складі Бураєвського району Башкортостану, Росія. Адміністративний центр Каїнликовської сільської ради.
Населення — 243 особи (2010; 267 у 2002).
Національний склад:
- башкири — 97 %